# رز تیکو
رز تیکو (انگلیسی: Rose Tico) یک شخصیت خیالی در جنگ ستارگان است که برای اولین بار در جنگ ستارگان: آخرین جدای توسط کلی مری ترن به تصویر کشیده شد.

## شخصیت

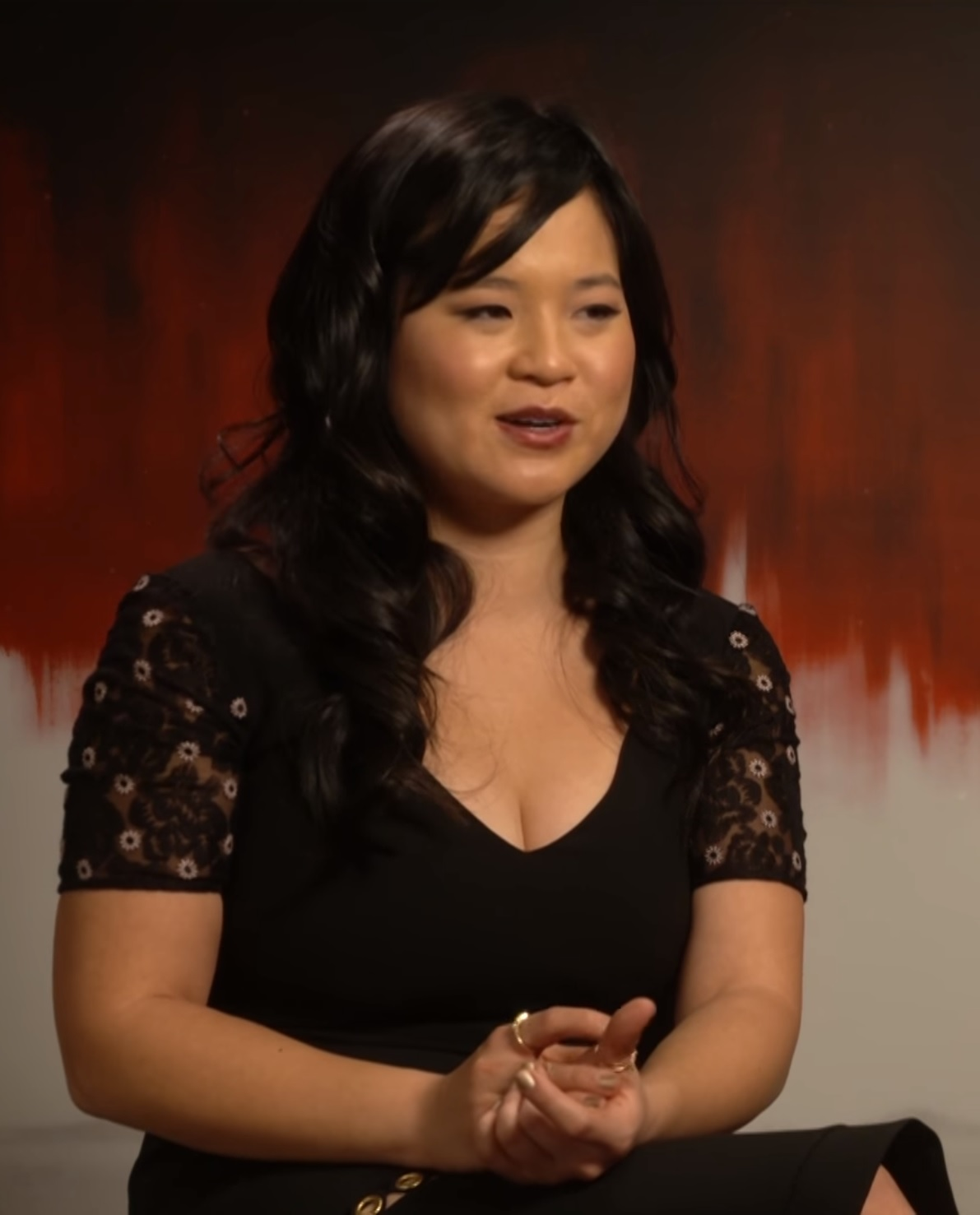
کلی مری تران، بازیگر نقش رز تیکو، اولین زن رنگین پوستی بود که در یک فیلم جنگ ستارگان نقش اصلی را بازی کرد.

تیکو در هیس مینور متولد شد، سیاره‌ای سرد و دور از خورشید در منظومه اتوموک. رز و خواهر بزرگ‌ترش «پیج» پس از  نابودی سیاره او توسط فرست اوردر، به‌عنوان پناهنده توسط والدینشان از اتوموک خارج شدند و بعد به‌عنوان آخرین هدیه، به رز و پیج هر دو مدالیون قطره‌ای از سنگ هایسیان دادند، هدایایی که هر دو خواهر گرامی می‌داشتند. خواهران تیکو راه خود را به D'Qar ادامه دادن و با پرنسس لیا ملاقات کردند تا به مقاومت بپیوندند. پیج به‌عنوان یک توپچی و خلبان برای اسکادران بمب‌افکن استارفورترس آموزش دیده بود، در حالی که رز، که روی بمب‌افکن‌ها کار می‌کرد و به‌خاطر مهارت‌های مکانیکی‌اش و ایجاد یک دستگاه پوشش سیگنال انرژی معروف به بافلر، بسیار باارزش بود.